# Лобачевский, Алексей Иванович
 Алексей Иванович Лобачевский   (1794—1870) — адъюнкт технологии Казанского университета, младший брат знаменитого математика Н. И. Лобачевского.

## Биография
Первоначальное образование получил в Казанской гимназии (1807), а высшее — в Казанском университете, по окончании которого в 1811 году получил степень магистра физико-математических наук — «за отличные успехи, в особенности по части химии и технологии». Хотя звание адъюнкта Лобачевский получил в 1817 году, к чтению лекций по технологии он приступил лишь в 1820 году, после командировки в Сибирь, устроенной ему попечителем округа М. А. Салтыковым «для обозрения и описания горных заводов и сделания подробных замечаний о самой Сибири, касательно металлургии и минералогии». 
Преподавательская деятельность Лобачевского была непродолжительна: уже в 1823 году он вышел в отставку. Позже заведовал казанской суконной фабрикой Осокиных. 
Умер в Казани весною 1870 года.
Научная деятельность его выразилась лишь в двух рукописных работах, представленных в университетский совет при соискательстве звания адъюнкта: «О невидимом внутреннем движении жидкостей» и «О том, если при возвышении температуры тела претерпевают перемену, сопровождаемую явлением огня, то сей самый огонь причиною, почему при восстановлении прежде бывшей температуры, тела не приходят в прежнее своё состояние». 